# 14611 Elsaadawi
A 14611 Elsaadawi (ideiglenes jelöléssel (14611) 1998 SA148) a Naprendszer kisbolygóövében található aszteroida. Eric Walter Elst fedezte fel 1998. szeptember 20-án.